# Uclesia retracta
Uclesia retracta là một loài ruồi trong họ Tachinidae.